# Andreas Buck
Andreas Buck (* 29. Dezember 1967 in Geislingen an der Steige) ist ein ehemaliger deutscher Fußballspieler. Seine Stärke lag vor allem in seiner Schnelligkeit.

## Sportliche Laufbahn
Buck begann seine Laufbahn im Jahre 1974 beim SC Geislingen, bei dem er es Mitte der 1980er auch in die Herrenmannschaft schaffte, in der er bis zu seinem Abgang zum Saisonende 1986/87 spielte. Nach einer Saison bei VfL Kirchheim/Teck in der Fußball-Oberliga Baden-Württemberg wechselte Buck zur Spielzeit 1987/88 zum SC Freiburg in die 2. Bundesliga. Dort absolvierte er bis 1990 65 torlose Einsätze.
Beim Erstligisten VfB Stuttgart, zu dem Buck 1990 wechselte, reifte er zur Stammkraft im Mittelfeld. 1992 wurde er mit dem VfB unter Christoph Daum Deutscher Meister, 1997 unter Joachim Löw DFB-Pokalsieger.
Im September 1992 wurde er von Bundestrainer Berti Vogts zu einem Sichtungslehrgang der Nationalmannschaft in der Sportschule Wedau eingeladen, zu einem Einsatz in der Nationalelf kam es jedoch nicht. Für die WM 1998 in Frankreich wurde er in den deutschen Kader auf Abruf nominiert. Bis 1997 spielte er für Stuttgart, ehe er zum Aufsteiger 1. FC Kaiserslautern wechselte und mit der Mannschaft von Trainer Otto Rehhagel 1998 zum ersten Mal in der Geschichte der Bundesliga als Aufsteiger Meister wurde.
Bis Januar 2002 war Andreas Buck beim FCK tätig, danach scheiterte ein Wechsel nach England zu Derby County. Ab Ostern 2002 trainierte er beim Zweitligisten 1. FSV Mainz 05 mit, bei dem er schließlich im Mai 2002 unter Trainer Jürgen Klopp einen Vertrag unterschrieb und bis 2003 blieb. Nach einem sehr kurzen Gastspiel beim Oberligisten Eintracht Bad Kreuznach beendete er seine Karriere.
Heute ist Buck unter anderem in der Traditionsmannschaft des VfB Stuttgart aktiv.
Nach seinem Ende als Aktiver gründete er eine Vermögensverwaltung und Versicherungsagentur mit Spezialisierung auf Sportler, mit der er unter anderem auch namhafte Kunden wie Roman Weidenfeller oder Papiss Demba Cissé betreut. Einer von Bucks Partnern in seiner Agentur ist der ehemalige FIFA-Schiedsrichter Urs Meier. Mit diesem hat sich es Buck unter anderem zum Geschäftsmodell gemacht, auf Provision Sportler zu beraten, wie diese Maximalerträge aus der Verletztenrente erhalten.
Ab Februar 2019 war Buck Vorstandsmitglied des 1. FC Kaiserslautern e. V. Am 13. Mai 2019 trat er von seinem Amt als stellvertretender Vorsitzender zurück, um fortan als Markenbotschafter für den Verein tätig zu sein. Nach den Querelen um den Einstieg des Investors Flavio Becca legte er diese Tätigkeit am 18. Mai 2019 nieder.

## Politik
Im Januar 2024 trat Buck der Partei Bündnis Sahra Wagenknecht – Vernunft und Gerechtigkeit bei.